# 2014年FIBA 3x3ワールドツアー
2014年のFIBA 3x3ワールドツアー（2014 FIBA 3x3 World Tour）は国際バスケットボール連盟が主催して行われた3x3（3人制バスケットボール）のクラブチームのための国際大会である。ファイナル開催地は仙台市のゼビオアリーナ。セルビアのノヴィ・サドチームが優勝した。

## ワールドツアー
2014年7月より世界6か所で開催されたワールドツアー・マスターズ大会の上位チームが10月11日・12日に仙台で開催されるワールドツアー・ファイナルへの出場権を獲得する。ファイナル開催国の日本からは国内トップリーグ・3x3 PREMIER.EXE初代王者のDIME.EXEが出場権を得た。
| 大会                         | 開催日     | 開催地           | 枠 | チーム                      |
| ---------------------------- | ---------- | ---------------- | -- | --------------------------- |
| 開催国                       | 2014年     | 日本の旗         | 1  | DIME.EXE                    |
| マニラ・マスターズ           | 7月19-20日 | マニラ           | 2  | マニラ・ウエスト ジャカルタ |
| 北京マスターズ               | 8月2-3日   | 北京             | 1  | 五棵松                      |
| シカゴ・マスターズ           | 8月15-16日 | シカゴ           | 2  | サスカトゥーン デンバー     |
| プラハ・マスターズ           | 8月23-24日 | プラハ           | 2  | ノヴィ・サド ブカレスト     |
| ローザンヌ・マスターズ       | 8月29-30日 | ローザンヌ       | 2  | トルボヴリェ クラーニ       |
| リオデジャネイロ・マスターズ | 9月27-28日 | リオデジャネイロ | 2  | サンパウロ サントス         |
| TOTAL                        |            |                  | 12 |                             |

## ファイナル
出場12チームを4つのグループに分けてリーグ戦を行う。各グループ上位2チームが決勝トーナメントに進出。

### 決勝トーナメント
準々決勝
- ノヴィ・サド 15-13 トルボヴリェ
- クラーニ 21-12 マニラ・ウエスト
- ブカレスト 21-8 ジャカルタ
- サスカトゥーン 21-3 デンバー

準決勝
- ノヴィ・サド 22-13 クラーニ
- ブカレスト 16-19 サスカトゥーン

決勝
- ノヴィ・サド  21-11 サスカトゥーン

## 最終順位
| 順位 | チーム           |
| ---- | ---------------- |
|      | ノヴィ・サド     |
|      | サスカトゥーン   |
|      | クラーニ         |
| 4    | ブカレスト       |
| 5    | マニラ・ウエスト |
| 6    | トルボヴリェ     |
| 7    | ジャカルタ       |
| 8    | デンバー         |
| 9    | サントス         |
| 10   | サンパウロ       |
| 11   | DIME.EXE         |
| 12   | 五棵松           |